# Al-Najaf SC
Der al-Najaf Sports Club (arabisch نادي النجف الرياضي) ist ein irakischer Fußballverein aus Nadschaf im Gouvernement an-Nadschaf. Aktuell, Stand Oktober 2024, spielt der Verein in der ersten irakischen Liga.

## Erfolge
- Irakischer Vizemeister: 1995/96, 2005/06, 2008/09
- Umm al-Ma'arik Championship: 1997/98

## Stadion
Der Verein trägt seine Heimspiele im An-Najaf Stadium in Nadschaf aus. Das Stadion hat ein Fassungsvermögen von 12.000 Personen.

## Aktueller Kader
Stand: September 2024
| Nr. |         | Position | Name                  |
| --- | ------- | -------- | --------------------- |
| 1   | Irak    | TW       | Ridha Abdulaziz       |
| 3   | Irak    | AB       | Ahmed Maknzi          |
| 4   | Irak    | AB       | Ali Faez              |
| 5   | Togo    | AB       | Magnime Agbotcho      |
| 7   | Irak    | MF       | Mohammed Saleh        |
| 8   | Senegal | MF       | Dominique Mendy       |
| 9   | Irak    | ST       | Mohammed Jawad        |
| 10  | Irak    | MF       | Mohammed Qasim Majid  |
| 11  | Irak    | ST       | Ridha Mohammed Hachem |
| 12  | Irak    | TW       | Ali Kadhem            |
| 14  | Irak    | AB       | Mohammed Jassim       |
| 15  | Irak    | AB       | Ahmed Naeem           |
| 19  | Irak    | MF       | Younis Humood         |

| Nr. |          | Position | Name                |
| --- | -------- | -------- | ------------------- |
| 21  | Irak     | TW       | Sarhang Muhsin      |
| 24  | Irak     | MF       | Hassan Dakhel       |
| 28  | Irak     | MF       | Ahmed Abdul-Hussein |
| 33  | Ghana    | ST       | Denny Antwi         |
| 34  | Irak     | AB       | Mustafa Maan        |
| 55  | Irak     | MF       | Murtadha Ali        |
| 71  | Irak     | ST       | Hussein Ibrahim     |
| 77  | Irak     | ST       | Zidane Abdul-Jabbar |
| 80  | Tunesien | ST       | Bechir Ghariani     |
| 88  | Nigeria  | ST       | Iyayi Atiemwen      |
| 99  | Irak     | MF       | Shubbar Ali         |
|     | Senegal  | AB       | Moustapha Fall      |

## Trainer
Stand: Oktober 2024
| Trainer            | von                | bis               |
| ------------------ | ------------------ | ----------------- |
| Abdul-Ghani Shahad | 1. Juli 1998       | 30. Juni 2000     |
| Abdul-Ghani Shahad | 1. August 2002     | 31. Juli 2008     |
| Abdul-Ghani Shahad | 8. April 2010      | 22. Februar 2013  |
| Yahya Alwan        | 10. März 2013      | 17. Juli 2013     |
| Qahtan Chathir     | 28. September 2013 | 11. Februar 2014  |
| Emad Mohammed      | 29. Oktober 2015   | 3. März 2016      |
| Emad Mohammed      | 1. Oktober 2016    | 10. August 2017   |
| Ahmed Khalaf       | 20. Juni 2018      | 6. September 2018 |
| Thair Jassam       | 9. November 2018   | 30. Juni 2019     |
| Jaseb Sultan       | 24. Juli 2019      | 30. Januar 2020   |
| Haidar Aboodi      | 1. Januar 2021     | 17. Januar 2021   |
| Jaseb Sultan       | 12. Januar 2021    | 17. Oktober 2021  |
| Hassan Ahmed       | 1. Juli 2021       | 30. Juni 2022     |
| Haidar Aboodi      | 21. Oktober 2021   | 30. Juni 2022     |
| Abdul-Ghani Shahad | 1. Juli 2022       | 31. März 2023     |
| Ahmed Khalaf       | 14. Juli 2022      | 30. Juni 2023     |
| Abdul-Ghani Shahad | 9. Januar 2024     |                   |

## Statistik in den AFC-Wettbewerben
| Saison | Wettbewerb           | Runde    | Gegner              | Heim | Auswärts | Platz    |
| ------ | -------------------- | -------- | ------------------- | ---- | -------- | -------- |
| 2007   | AFC Champions League | Gruppe C | al-Karama           | 2:4  | 1:1      | 3. Platz |
| 2007   | AFC Champions League | Gruppe C | FK Neftchi Fargʻona | 0:1  | 1:1      | 3. Platz |
| 2007   | AFC Champions League | Gruppe C | al-Sadd Sports Club | 1:0  | 4:1      | 3. Platz |